# This (Ardenas)
This é uma comuna francesa na região administrativa de Grande Leste, no departamento das Ardenas. Estende-se por uma área de 4,46 km². Em 2010 a comuna tinha 235 habitantes (densidade: 52,7 hab./km²).